# Podymne
Podymne, także podworowe – stała danina (podatek) pobierana od każdego domu mieszkalnego.

## Historia

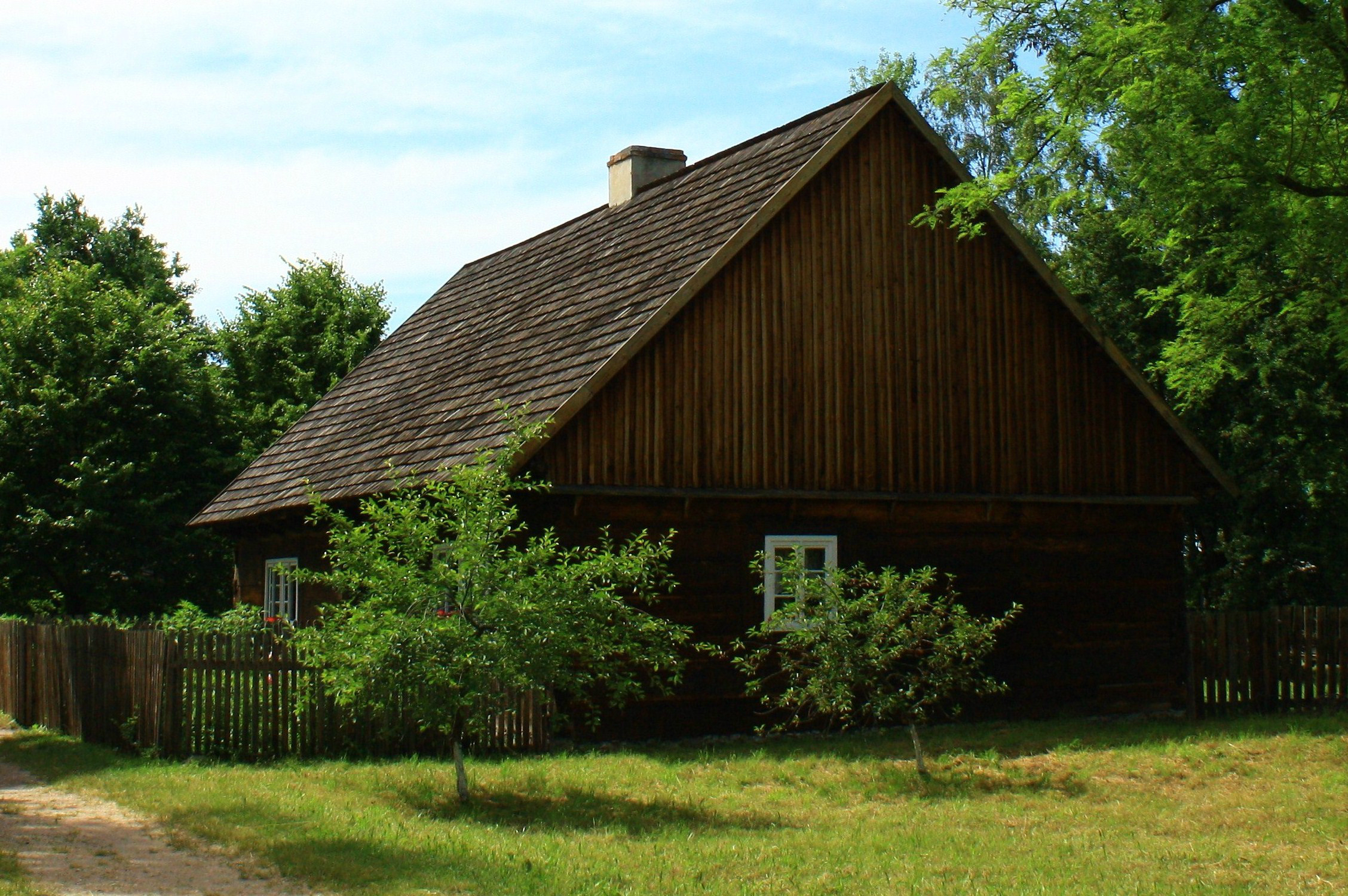
Jednokominowy („z jednym dymem” na dachu) dom z ok. 1700 r.

W średniowieczu było to danina prawa książęcego, głównie na Mazowszu i Kujawach, pobierana od zamieszkanego domu. Zanikła stopniowo w XIII-XV wieku.
Podymne zostało ponownie wprowadzone w 1629 r., zastępując poradlne. Płacone było przez mieszczan, chłopów i szlachtę zagrodową. Jego wysokość była zależna zarówno od wielkości budynku, jak i miasta. Od 1775 r. pobierano podymne od każdego komina („od dymu”) na dachu. Zlikwidowane zostało stopniowo wraz z upadkiem I Rzeczypospolitej. W zaborze rosyjskim podymne wiejskie zastąpiono nowym podatkiem gruntowym w latach 1866–1868 (w samej Rosji podatek gruntowy wprowadzono w 1875 r.), zaś podymne miejskie zastąpiono podatkiem od nieruchomości miejskich w 1902 r.
W tej formie płacono również Świętopietrze na cele Stolicy Piotrowej od ok. XII w. do 1318 r., kiedy to przekształcono podatek w pogłówne o wysokości 1 denara od osoby, co było ceną za zgodę papieża na koronację Władysława Łokietka.